# Off-Broadway

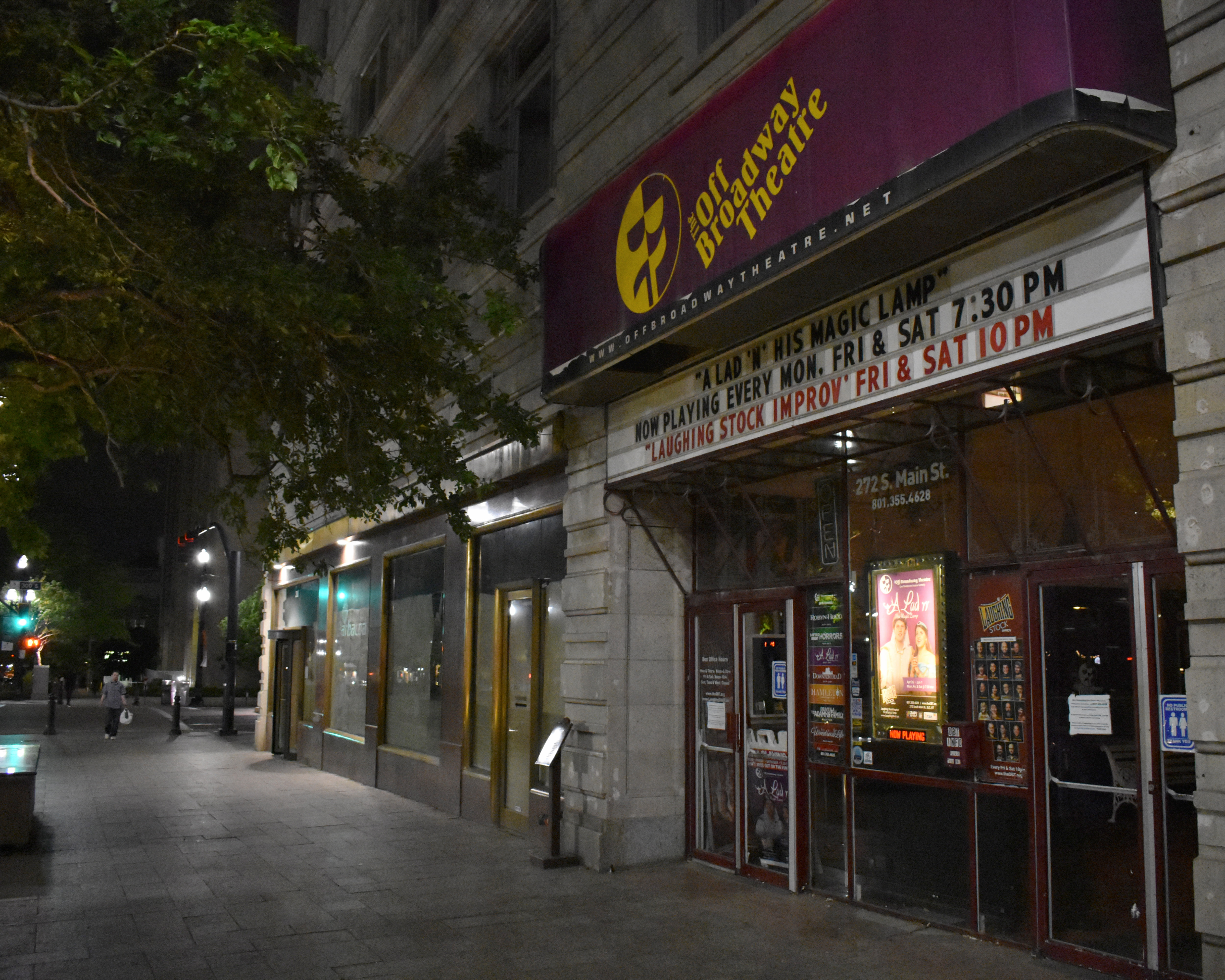
O Off Broadway Theatre em Salt Lake City fica no Edifício Clift.

Peças e musicais off-Broadway são representados em Nova Iorque em teatros menores do que os teatros da Broadway, porém maiores do que os das produções off-off-Broadway.
Os teatros off-Broadway possuem entre 100 e 499 assentos e sua classificação é gerenciada pelos contratos com a Actors' Equity Association, em vez de pela sua situação geográfica.
Geralmente, as produções em teatros off-Broadway são menos dispendiosas, investem menos em divulgação e são também menos conhecidas. A escala menor frequentemente permite que obras mais experimentais e desafiantes sejam apresentadas. Alguns grupos que produzem peças off-Broadway não visam o lucro, o que significa que podem se aventurar em peças que podem não ser comercialmente bem-sucedidas; todavia, ainda tem de assegurar suficiente interesse em suas peças para constituir uma ampla base de pagantes que os mantenham financeiramente saudáveis. Algumas produções comerciais encontraram um nicho lucrativo nos teatros off-Broadway, que lhes permitiu estender-se por temporadas maiores do que as de seus teatros de origem.
Embora não seja muito frequente, espetáculos encenados com sucesso em off-Broadway podem ganhar uma temporada na Broadway. Por exemplo, os musicais Godspell, Avenue Q, Rent, Spring Awakening, Hair, Grey Gardens, Little Shop of Horrors e Sunday in the Park with George de Stephen Sondheim, e as peças Doubt e I Am My Own Wife foram originalmente apresentados em off-Broadway. Todavia, algumas produções podem durar anos em off-Broadway; por exemplo, Stomp, Blue Man Group, Altar Boyz, A Perfect Crime e Naked Boys Singing. The Fantasticks, o musical mais longevo em toda a história do teatro, passou sua temporada original de 42 anos Off Broadway.